# НевГен
НевГен (енгл. NevGen) је водећи предвиђач хаплогрупа у свијету. Развише га под окриљем Српског ДНК пројекта и Друштва српских родословаца Порекло Ацо Невски и Милоша Ћетковић-Гентула.
Програм је конструисан маја 2014. године као десктоп апликација за потребе српских генеалога, а од краја 2015. године доступно је и његово онлајн издање. НевГен користи фитнес рачуницу као и Бајесиан-алел-фреквентни приступ (енгл. Bayesian-Allele-Frequency Approach) да предвиди којој хаплогрупи Y-STR хаплотип припада. Надаље он употребљава међузависност вредности различитих STR маркера током рачунања вјероватноће гране. Стално унапређивање и бројни научни радови у којима је примјењиван чине га најпознатијим светским предвиђачем Y-ДНК хаплогрупа.

## Примена
Примјењен је у следећим научним радовима (списак није коначан):
- Dogan S, Babic N, Gurkan C, Goksu A, Marjanovic D, Hadziavdic V (2016). „Y-chromosomal haplogroup distribution in the Tuzla Canton of Bosnia and Herzegovina: A concordance study using four different in silico assignment algorithms based on Y-STR data”. Homo. 67 (6): 471—483. doi:10.1016/j.jchb.2016.10.003.

- Szargut M, Ossowski A, Kuś M, Zielińska G, Rębacz-Maron E (2016). „Haplogroup prediction by different Y-STR-based tools in samples from United Republic of Tanzania”. doi:10.13140/RG.2.2.25831.04003.

- Mustafin KK, Alborova IE, Semenov AS, Vishnevsky VP (2018). „Haplogroup Analysis for a Medieval Russian Burial оf 16th–17th Centures in Radonezh (Moscow Area)”. Studia Slavica et Balcanica Petropolitana. 24 (2): 169—180. doi:10.21638/spbu19.2018.209.

- Diepenbroek M, Cytacka S, Szargut M, Arciszewska J, Zielińska G, Ossowski A (2018). „Analysis of male specific region of the human Y chromosome sheds light on historical events in Nazi occupied eastern Poland”. International journal of legal medicine: 395—409. doi:10.1007/s00414-018-1943-0.

- Poriswanish N, Neumann R, Wetton JH, Wagstaff J, Larmuseau MH, Jobling MA, May, CA (2018). „Recombination hotspots in an extended human pseudoautosomal domain predicted from double-strand break maps and characterized by sperm-based crossover analysis”. PLoS genetics. 14 (10). doi:10.1371/journal.pgen.1007680.

- Kačar T, Stamenković G, Blagojević J, Krtinić J, Mijović D, Marjanović D (2019). „Y chromosome genetic data defined by 23 short tandem repeats in a Serbian population on the Balkan Peninsula”. Annals of human biology. 46 (1): 77—83. doi:10.1080/03014460.2019.1584242.

- Al-Snan NR, Messaoudi SA, Khubrani YM, Wetton JH, Jobling MA, Bakhiet M (2019). „Genetic variation at 27 y-strs in four regions of bahrain”. bioRxiv. doi:10.1101/787341.

- Kiesler KM, Andreaggi KS, Ring JD, Taylor CR, Marshall CK, Vallone PM (2019). „Sequencing of full mitochondrial genomes for NIST population samples”. Forensic Science International: Genetics Supplement Series: 452—453.

- López-Ramírez YL, Aguilar-Velázquez JA, López-Armenta M, Ruiz-Hernández M, Rangel-Villalobos H (2019). „Paternal lineages and forensic parameters based on 23 Y-STRs (Powerplex® Y23) in Mestizo males from Mexico City”. International journal of legal medicine: 199—202. doi:10.1007/s00414-019-02183-1.

- Szargut M, Diepenbroek M, Zielińska G, Cytacka S, Arciszewska J, Jałowińska K, Ossowski A (2019). „Is MPS always the answer? Use of two PCR-based methods for Y-chromosomal haplotyping in highly and moderately degraded bone material”. Forensic Science International: Genetics: 181—189. doi:10.1016/j.fsigen.2019.07.016.

- Daniels-Higginbotham J, Gorden EM, Farmer SK, Spatola B, Damann F, Bellantoni N, Parson W (2019). „DNA Testing Reveals the Putative Identity of JB55, a 19th Century Vampire Buried in Griswold, Connecticut”. Genes: 1—11. doi:10.3390/genes10090636.

- Jannuzzi J, Ribeiro J, Alho C, Arão G, Cicarelli R, Corrêa H, Mota MF (2020). „Male lineages in Brazilian populations and performance of haplogroup prediction tools”. Forensic Science International: Genetics. 44. doi:10.1016/j.fsigen.2019.102163.

- Fóthi E, Gonzalez A, Fehér T,  . (2020). „Genetic analysis of male Hungarian Conquerors: European and Asian paternal lineages of the conquering Hungarian tribes”. Archaeol Anthropol Sci. 12 (31): 77—83. doi:10.1007/s12520-019-00996-0.